# Душники-Здруй
Душнѝки-Здруй (на полски: Duszniki-Zdrój, на немски: Bad Reinerz), често опростено до Душники, е курорт в долината Клодзко и Клодзкия окръг, Долносилезко войводство, в югозападна Полша. Към декември 2021 г. градът има население от 4329 души. Разположен на река Бистрица, той привлича туристи от Полша и цял свят.

## История
Селището се споменава през 1324 г. Получава градски права през 1346 г. До 1595 г. остава в частни ръце. През града минава търговски път, свързващ Силезия и Бохемия, което допринася за неговото развитие. Тъкачеството и производството на хартия се развиват, както и железарската промишленост, но местните железни залежи бързо се изчерпват. През 1584 г. е построено кметство, а през 1605 г. фабрика за хартия, в която сега се помещава Музеят на производството на хартия. Развитието на града е спряно от Тридесетгодишната война (1618 – 1648). През 1669 г. полският крал Ян II Кажимеж Васа спира в града след абдикацията си.
През 1748 г. са извършени първите изследвания на минерални извори, а през 1751 г. започва балнеолечение. През 1769 г. градът получава статут на балнеологичен град. През 1822 г. е основано помпено помещение. През 1826 г. 16-годишният Фредерик Шопен посещава спа центъра, за да се лекува. Там той изнася първия си концерт извън Руската подялба на Полша, който е и първият му благотворителен концерт. През 1877 г. е построена сграда с концертна зала и читалня, а след 1881 г. са построени много къщи за гости. През 1896 или 1897 г. е открит паметник в чест на 60-годишнината от престоя на Шопен.
През 1949 г. 1500 гръцки бежанци от гръцката гражданска война, предимно жени и деца, са временно приети в Душники-Здруй, преди да им бъдат намерени нови домове в други градове.
Градът пострада от наводнението в Централна Европа през 1997 г.

## Икономика
Икономиката на града се основава на туризма, като няколкостотин хиляди души посещават града и района всяка година. Освен това има няколко завода за бутилиране на минерална вода, традиционни заводи за производство на хартия и производител на кристални бижута. Музеят на производството на хартия в Duszniki-Zdrój се намира в града.

## Спа
Въпреки че районът е известен със здравословните си води поне от късното Средновековие, спа центърът е официално основан през 1769 г. Естествените газирани води на Душники се използват за лечение на различни заболявания, включително сърдечни проблеми, стомашни проблеми. Освен това в града има редица съоръжения за балнеотерапия и център за лечение на остеопороза.

## Забележителности
Най-разпознаваемата забележителност на Душники-Здруй е Музеят на производството на хартия, създаден в стара фабрика за хартия от XVII век. Той е посочен като официален исторически паметник на Полша. Други значими места включват църквата „Свети Петър и Павел“, която съдържа уникален бароков амвон, стилизиран във формата на кит, и театърът „Фредерик Шопен“, създаден на мястото, където през 1826 г. 16-годишният Фредерик Шопен изнася първия си концерт извън Руското разделяне на Полша и първият си благотворителен концерт. От 1946 г. тук се провежда ежегодният Международен Шопенов фестивал .

## Международни отношения
Душники-Здруй е побратимен с:
- Оден льо Тиш, Франция
- Бад Сулза, Германия
- Дещне в Орличких хорах, Чехия
- Хоя, Германия
- Нове Место над Метуи, Чехия
- Олешнице в Орличких хорах, Чехия
- Орличке Захори, Чехия
- Седлонов, Чехия
- Тшцянка, Полша

## Галерия
- Панорама на града
- Музей на производството на хартия
- Театър „Фредерик Шопен“
- Църква „Свети Петър и Павел“
- Мемориал на Шопен от 1897 г.
- Хотел „Фредерик“
- Спа паркът
- Мястото, където е отсядал крал Ян II Кажимеж
- Църквата „Света Ана“
- Историческа града на улица „Судечка“